# Arkadiusz Gola
Arkadiusz Gola (ur. 19 września 1972 w Rudzie Śląskiej) – polski artysta fotograf, fotoreporter. Doktorant i pedagog Instytutu Twórczej Fotografii Uniwersytetu Śląskiego w Opawie. Członek Związku Polskich Artystów Fotografików.

## Życiorys
Arkadiusz Gola – od 1996 roku jest fotoreporterem Dziennika Zachodniego, mieszka i pracuje w Zabrzu. Jest absolwentem Instytutu Kreatywnej Fotografii Uniwersytetu Śląskiego w Opawie (w Czechach), obecnie jest pedagogiem tej uczelni (prowadzi wykłady z współczesnych form publikacji prasowej), doktorat w 2020 roku. Związany ze śląskim środowiskiem fotograficznym – zawodowo (jako fotoreporter) fotografuje od 1991 roku. Miejsce szczególne w jego twórczości zajmuje fotografia reportażowa. W latach 1991–2001 był fotoreporterem Głosu Zabrza i Rudy Śląskiej. W 2003 – dziennikarz roku Dziennika Zachodniego. Od 2016 roku prowadzi prelekcje, zajęcia z fotografii dokumentalnej oraz reportażowej – w ramach działalności Akademii Fotografii, w Centrum Edukacyjnym Muzeum Górnośląskiego. Jest uczestnikiem (prowadzącym) wielu spotkań, warsztatów fotograficznych, prelekcji, pokazów multimedialnych.  
Arkadiusz Gola jest autorem i współautorem wielu wystaw fotograficznych; indywidualnych i zbiorowych; w Polsce i za granicą (m.in. w Belgii, Czechach, Francji, Niemczech, Słowacji). Jego fotografie były prezentowane na wielu wystawach pokonkursowych (krajowych i międzynarodowych), na których otrzymywały wiele akceptacji, nagród, wyróżnień, dyplomów i listów gratulacyjnych. Jest członkiem Związku Polskich Artystów Fotografików, w którym pełnił funkcję członka Okręgowej Komisji Kwalifikacyjnej Okręgu Śląskiego ZPAF (kadencja na lata 2017–2020). W 2010 roku został laureatem Nagrody Prezydenta Miasta Zabrze w Dziedzinie Kultury. Jest dwukrotnym stypendystą Marszałka Województwa Śląskiego – w dziedzinie kultury. 
Fotografie Arkadiusza Goli znajdują się w zbiorach Muzeum Śląskiego, Muzeum Historii Katowic, Muzeum Miejskiego w Zabrzu, Muzeum Górnictwa Węglowego w Zabrzu, Muzeum Historii Fotografii im. Walerego Rzewuskiego w Krakowie, Muzeum Umeni w Ołomuńcu. W 2025 roku przyznał, że nie zawsze stosował się do żądań autoryzacji jego fotografii.  

## Publikacje (albumy)
- Ludzie z węgla
- Nie muszę wracać
- Stany graniczne
- Ogrodowa 1
- Nieznany dworzec
- Królestwo niebieskie
- Drogi

Źródło.

## Publikacje (książki)
- Poziom na dwa łamy. Śląska fotografia prasowa w Trybunie Robotniczej i Dzienniku Zachodnim. 1960-1989[23]
- Known unto God ou l’incroyable histoire de Monsieur Topowski. 2014[24]

## Odznaczenie
- Odznaka honorowa „Zasłużony dla Kultury Polskiej” (2017)[25]